# Geulumpang Payong (Sungai Raya)
Geulumpang Payong is een bestuurslaag in het regentschap Oost-Atjeh van de provincie Atjeh, Indonesië. Geulumpang Payong telt 858 inwoners (volkstelling 2010).